# Andrew Yang
Andrew Yang (født 13. januar 1975 i Schenectady, New York) er en amerikansk forretningsmand, forfatter og politiker. Han opgav at blive det demokratiske partis præsidentkandidat til Præsidentvalget i USA 2020.

## Baggrund
Hans forældre stammer fra Taiwan.
Yang blev bachelor i økonomi fra Brown University. Senere opnåede han at blive Juris Doctor (JD) fra Columbia Law School.

## Virke som forretningsmand
Yang er direktør for organisationen Venture for America, som han selv har grundlagt.

## Politisk virke
I februar 2018 meddelte Yang sin intention om at stille op til at blive det Demokratiske partis kandidat ved det amerikanske præsidentvalg i november 2020. Hans vigtigste politiske tiltag vil være at indføre en betingelsesløs grundindkomst, altså borgerløn. Yang betegner den version af universel basisindkomst, som han er fortaler for, Freedom Dividend. Freedom Dividend skal være 1.000 USD pr. måned til enhver amerikansk statsborger, som er ældre end 18 år. Yang mener, at borgerløn er nødvendig for at undgå, at størstedelen af lønmodtagerne bliver ramt af den teknologiske ledighed, som den stadigt hurtigere automatisering, robotudvikling og kunstige intelligens skaber indenfor flere brancher. Den 11. februar 2020 meldte Yang sig ud af kapløbet om at blive det Demokratiske partis præsidentkandidat ved det kommende præsidentvalg i november 2020.